# Henry Asa Coffeen

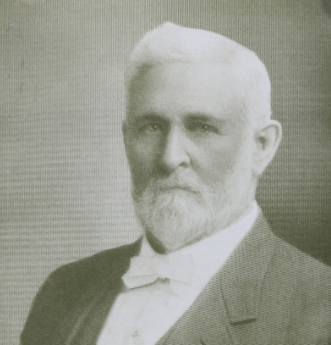
Henry Asa Coffeen

Henry Asa Coffeen (* 14. Februar 1841 bei Gallipolis, Ohio; † 9. Dezember 1912 in Sheridan, Wyoming) war ein US-amerikanischer Politiker.

## Leben
1853 zog Coffeen mit seinen Eltern nach Indiana und von dort nach Homer, Illinois. In Illinois besuchte er das Abingdon College, wo er seinen Abschluss an der wissenschaftlichen Fakultät machte. Im Anschluss arbeitete er als Lehrer und gehörte dem Lehrstab des Hiram College in Ohio an. 1884 zog Coffeen ins Wyoming-Territorium und ließ sich dort in Sheridan, dem Verwaltungssitz des Sheridan County, nieder. In Wyoming gehörte er der Kommission an, die die Verfassung des neuen Bundesstaates ausarbeitete.
Coffeen wurde 1892 als Demokrat in den Kongress gewählt, wobei er den republikanischen Amtsinhaber Clarence D. Clark besiegte, und vertrat dort Wyoming vom 4. März 1893 bis zum 3. März 1895 im US-Repräsentantenhaus. Sein Anlauf, für eine weitere Legislaturperiode ins Repräsentantenhaus gewählt zu werden, scheiterte bei den Wahlen 1894. Coffeen starb 1912 in Sheridan und wurde auf dem Sheridan Cemetery beigesetzt.